# Samuel Louis Gilmore
Samuel Louis Gilmore (* 30. Juli 1859 in New Orleans, Louisiana; † 18. Juli 1910 in Abita Springs, Louisiana) war ein US-amerikanischer Politiker. Zwischen 1909 und 1910 vertrat er den Bundesstaat Louisiana im US-Repräsentantenhaus.

## Werdegang
Samuel Gilmore wurde zunächst privat erzogen und besuchte dann bis 1874 die Central High School of New Orleans. Anschließend setzte er seine Ausbildung am Seton Hall College in New Jersey fort. Nach einem Jurastudium an der heutigen Tulane University in New Orleans und seiner im Jahr 1880 erfolgten Zulassung als Rechtsanwalt begann er in New Orleans in seinem neuen Beruf zu arbeiten. Zwischen 1888 und 1896 war Gilmore stellvertretender und von 1896 bis 1909 eigentlicher städtischer Anwalt von New Orleans.
Politisch war Gilmore Mitglied der Demokratischen Partei. Im Jahr 1908 nahm er als Delegierter an der Democratic National Convention in Denver teil. Nach dem Tod des Abgeordneten Robert C. Davey wurde Gilmore bei der fälligen Nachwahl für das zweite Abgeordnetenmandat von Louisiana als dessen Nachfolger in das US-Repräsentantenhaus in Washington, D.C. gewählt. Dort nahm er am 30. März 1909 seinen Sitz ein. Er konnte die bereits angebrochene Amtszeit seines Vorgängers aber nicht mehr beenden, weil er bereits am 18. Juli 1910 verstarb. Dadurch wurde in dieser Legislaturperiode, die am 3. März 1911 endete, zum zweiten Mal eine Nachwahl notwendig; diese gewann dann H. Garland Dupré.